# Willi Kauhsen
Willibert "Willi" Kauhsen, född den 19 maj 1939 i Aachen är en tysk racerförare.

## Racingkarriär
Kauhsen blev mästare i ETCC:s div. 1 1967. Därifrån gick han vidare till sportvagnsracing med Porsche. I slutet av 1970-talet startade han det egna formelbilstallet Kauhsen.